# フレデリック・ビュロ
フレデリック・ビュロ（Frédéric Bulot, 1990年9月27日 - ）は、ガボンの首都リーブルヴィル出身のサッカー選手。ポジションはMF。ガボン代表。キプロス・ファーストディビジョン・ドクサ・カトコピアスFC所属。

## 経歴
フランス人の父とガボン人の母を持つ。1996年からトゥールFCのユースチームでキャリアをスタートさせ、2005年からASモナコのユースチームに所属した。2010年にトップチームに昇格し、2010年8月7日、オリンピック・リヨン戦でデビューを果たした。2011年7月、SMカーンに3年契約で移籍した。2014-15シーズンはチャンピオンシップのチャールトン・アスレティックFCへのローンで過ごした。
2015年7月13日、スタッド・ランスに2年契約で移籍し再びリーグ・アンでプレーすることとなった。
2019年にFC岐阜へ完全移籍。Jリーグ初のガボン人選手となる。
2020年1月、マレーシア・スーパーリーグのFELDAユナイテッドFCへ完全移籍。

## 代表歴
フランス代表として各年代の代表でプレーし、2009年にUEFA U-19欧州選手権に出場した。2014年2月にガボン代表に選出され、3月のモロッコ戦で代表デビューを果たした。

## 所属クラブ
- ASモナコ 2010-2011
- SMカーン 2011-2012
- スタンダール・リエージュ 2012-2015
  -  チャールトン・アスレティックFC 2014-2015 (loan)
- スタッド・ランス 2015-2017
- トゥールFC 2018
- FC岐阜 2019
- FELDAユナイテッドFC 2020-

## 個人成績
| 国内大会個人成績 | 国内大会個人成績 | 国内大会個人成績 | 国内大会個人成績   | 国内大会個人成績 | 国内大会個人成績 | 国内大会個人成績 | 国内大会個人成績 | 国内大会個人成績 | 国内大会個人成績 | 国内大会個人成績 | 国内大会個人成績 |
| 年度             | クラブ           | 背番号           | リーグ             | リーグ戦         | リーグ戦         | リーグ杯         | リーグ杯         | オープン杯       | オープン杯       | 期間通算         | 期間通算         |
| 年度             | クラブ           | 背番号           | リーグ             | 出場             | 得点             | 出場             | 得点             | 出場             | 得点             | 出場             | 得点             |
| フランス         | フランス         | フランス         | フランス           | リーグ戦         | リーグ戦         | F・リーグ杯      | F・リーグ杯      | フランス杯       | フランス杯       | 期間通算         | 期間通算         |
| ---------------- | ---------------- | ---------------- | ------------------ | ---------------- | ---------------- | ---------------- | ---------------- | ---------------- | ---------------- | ---------------- | ---------------- |
| 2010-11          | モナコ           |                  | アン               | 8                | 0                |                  |                  |                  |                  |                  |                  |
| 2011-12          | カーン           |                  | アン               | 38               | 4                |                  |                  |                  |                  |                  |                  |
| ベルギー         | ベルギー         | ベルギー         | ベルギー           | リーグ戦         | リーグ戦         | リーグ杯         | リーグ杯         | ベルギー杯       | ベルギー杯       | 期間通算         | 期間通算         |
| 2012-13          | スタンダール     |                  | 1ディビジョン      | 35               | 3                |                  |                  |                  |                  |                  |                  |
| 2013-14          | スタンダール     |                  | 1ディビジョン      | 28               | 1                |                  |                  |                  |                  |                  |                  |
| イングランド     | イングランド     | イングランド     | イングランド       | リーグ戦         | リーグ戦         | FLカップ         | FLカップ         | FAカップ         | FAカップ         | 期間通算         | 期間通算         |
| 2014-15          | チャールトン     |                  | チャンピオンシップ | 28               | 5                |                  |                  |                  |                  |                  |                  |
| 日本             | 日本             | 日本             | 日本               | リーグ戦         | リーグ戦         | リーグ杯         | リーグ杯         | 天皇杯           | 天皇杯           | 期間通算         | 期間通算         |
| 2019             | 岐阜             | 8                | J2                 | 13               | 0                | -                | -                |                  |                  |                  |                  |
| 通算             | フランス         | フランス         | アン               | 46               | 4                |                  |                  |                  |                  |                  |                  |
| 通算             | ベルギー         | ベルギー         | 1ディビジョン      | 63               | 4                |                  |                  |                  |                  |                  |                  |
| 通算             | イングランド     | イングランド     | チャンピオンシップ | 28               | 5                |                  |                  |                  |                  |                  |                  |
| 通算             | 日本             | 日本             | J2                 | 13               | 0                | -                | -                |                  |                  |                  |                  |
| 総通算           |                  |                  |                    |                  |                  |                  |                  |                  |                  |                  |                  |

## 代表歴

### 試合数
- 国際Aマッチ 25試合 0得点（2014年-2019年）[6]

| ガボン代表 | 国際Aマッチ | 国際Aマッチ |
| 年         | 出場        | 得点        |
| ---------- | ----------- | ----------- |
| 2014       | 7           | 0           |
| 2015       | 12          | 0           |
| 2016       | 3           | 0           |
| 2017       | 0           | 0           |
| 2018       | 2           | 0           |
| 2019       | 1           | 0           |
| 通算       | 25          | 0           |